# 15 cm schweres Infanteriegeschütz 33
15 cm schweres Infanteriegeschütz 33 (sIG 33) – niemieckie ciężkie działo piechoty z okresu II wojny światowej.
Było także używane w szeregu niemieckich dział samobieżnych. Początkowo montowano je na podwoziu czołgu PzKpfw I tworząc pojazd sIG 33 (Sf), ale ta konstrukcja okazała się bardzo niestabilna i przy strzale pojazd niekiedy wywracał się do tyłu, zdecydowano wówczas używać podwozi cięższych czołgów PzKpfw II (sIG 33B Sfl) i PzKpfw III. Wersja bazowana na podwoziu PzKpfw IV – Sturmpanzer IV używała nieco zmodyfikowanej wersji tego działa. Inne pojazdy uzbrojone w te armaty to Grille i 15 cm sIG 33/2 SF auf Jagdpanzer 38(t).
Armata stanowiła także uzbrojenie działa pancernego Sturminfanteriegeschütz 33B.

## Historia
Prace nad ciężkim działem piechoty kalibru 15 cm, uzupełniającym lekkie działo 7,5 cm leIG 18, podjęto w Niemczech w zakładach Rheinmetall pod koniec lat 20. XX wieku, w ramach stopniowej remilitaryzacji kraju. Faktyczny kaliber, typowo dla niemieckiej artylerii, wynosił 149,1 mm. Działo przyjęto na uzbrojenie w 1933 roku pod oznaczeniem 15 cm schweres Infanteriegeschütz 33 (ciężkie działo piechoty wzór 33), w skrócie: sIG 33. Było to pierwsze działo piechoty tak dużego kalibru na świecie, zapewniające pułkom niemieckiej piechoty przewagę w organicznej artylerii stromotorowej ciężkiego kalibru.
Produkcję dział rozpoczęto według różnych źródeł w 1933 lub 1936 roku. Cena działa wynosiła 20 450 marek. Oprócz zakładów Rheinmetall, podczas wojny ich produkcję podjęto w AEG i czeskich zakładach Böhmische Waffenfabrik w Strakonicach. Działo holowane było przez zaprzęg sześciokonny lub ciągnik artyleryjski. Wersja przystosowana do ciągu motorowego różniła się kołami i była cięższa: 1800 kg w położeniu bojowym i 1825 kg w marszowym wobec 1680 kg i 1700 kg dla wersji o ciągu konnym.
W 1939 roku w armii niemieckiej było 450 dział sIG 33. Używane były początkowo w 51 dywizjach I u II fali mobilizacyjnej, po dwa działa w kompanii dział piechoty pułku (sześć w dywizji). W toku wojny wprowadzano je także do pozostałych dywizji oraz dywizji zmotoryzowanych i pancernych. 1 grudnia 1944 roku armia niemiecka miała nadal 1183 działa sIG 33.

## Galeria

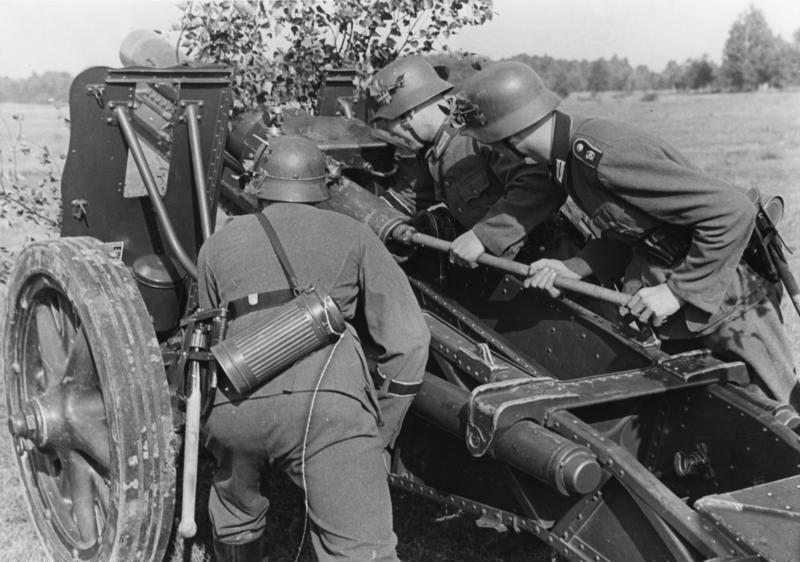
Obsługa działa dywizji Großdeutschland w wersji do ciągu motorowego
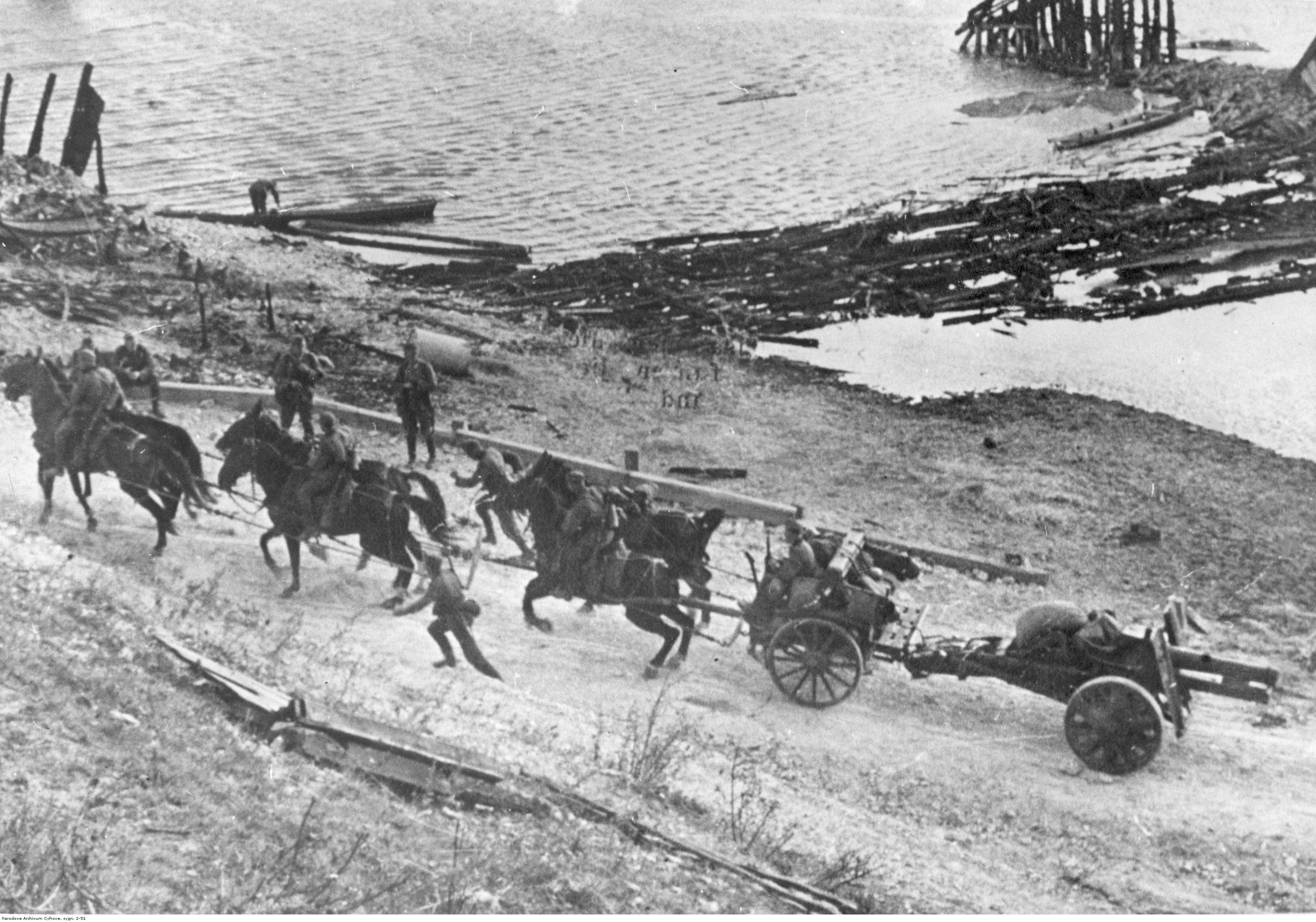
Działo z zaprzęgiem
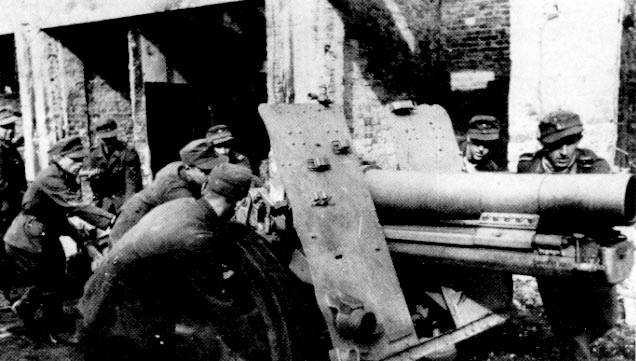
Żołnierze Brygady Szturmowej SS „RONA” z działem sIG 33 w czasie powstania warszawskiego